# Sécaco
Sécaco est une commune rurale située dans le département de Siby de la province des Balé au Burkina Faso.

## Éducation et santé
La commune accueille un centre de santé et de promotion sociale (CSPS).